# マシュハド国際空港
マシュハド国際空港（ペルシア語: فرودگاه بین‌المللی مشهد; Forūdgāh-e Beinol-melalī-ye Mashhad）はイラン北東部、ラザヴィー・ホラーサーン州の州都マシュハドにある国際空港。別名シャヒード・ハーシェミーネジャード空港。同空港ではイラン諸都市への国内線が頻繁に発着する。また国際線も就航しており、その大部分はイラクなどの近隣諸国への便である。

## 就航航空会社・路線
2020年1月現在の路線一覧である

### 国内線
| 航空会社                 | 就航地 |
| ------------------------ | --- |
| マーハーン航空           | テヘラン/メヘラーバード、サーリー、アサルーイェ、キーシュ島、ケルマーン、ザーヘダーン                           |
| イラン・アーセマーン航空 | テヘラン/メヘラーバード、ヤズド、サーリー、アーバーダーン、ノウシャール、アラーク、チャーバハール、アフヴァーズ |
| イランエアツアーズ       | テヘラン/メヘラーバード、エスファハーン、ヤズド、タブリーズ、カーシャーン、イーラーム、バンダレ・アッバース     |
| ゲシュム航空             | テヘラン/メヘラーバード、ザーヘダーン、マーシャール、ハマダーン                                                 |
| カスピアン航空           | テヘラン/メヘラーバード、エスファハーン、サーリー、アフヴァーズ、アサルーイェ                                   |
| ザグロス航空             | テヘラン/メヘラーバード                                                                                         |
| マラジ航空               | テヘラン/メヘラーバード、エスファハーン、アサルーイェ、ケルマンシャー、ゲシュム島                               |
| セペラン航空             | テヘラン/メヘラーバード、アサルーイェ、キーシュ島、バンダレ・アッバース                                         |
| ヴァレシュ航空           | テヘラン/メヘラーバード、エスファハーン、サーリー、アーバーダーン、ラシュト、ケルマンシャー、アフヴァーズ       |

### 国際線
| 航空会社                   | 就航地                                     |
| -------------------------- | ------------------------------------------ |
| イラン航空                 | クウェート、ベイルート                     |
| マーハーン航空             | ラホール、デリー                           |
| キーシュ航空               | バグダード、ナジャフ                       |
| カスピアン航空             | バグダード、ナジャフ                       |
| ヴァレシュ航空             | ドゥシャンベ                               |
| イラク航空                 | バグダード、ナジャフ、ナーシリーヤ、バスラ |
| クウェート航空             | クウェート                                 |
| ジャジーラ航空             | クウェート                                 |
| カタール航空               | ドーハ                                     |
| フライドバイ               | ドバイ                                     |
| エア・アラビア             | シャルージャ                               |
| アゼルバイジャン航空       | バクー                                     |
| ターキッシュ・エアラインズ | イスタンブール                             |

## 歴史

### 航空事故
- 2006年9月1日 - 同日13時45分頃(現地時間)、バンダレ・アッバース国際空港発のイラン・エアツアーズ航空のTu-154M旅客機が、着陸に失敗炎上。29名が死亡し、30名が負傷した。
- 2009年7月24日 - テヘランを出発し、当空港に向かったアーリヤー航空1525便（イリューシンIIl-62型機、153人搭乗）が着陸に失敗し炎上。17人が死亡[4]。
- 2010年1月24日 - アーバーダーンを出発し、当空港に向かったターバーン航空6437便（Tu-154M)が、着陸時に滑走路を逸脱した。機体は炎上したが、乗員乗客170人に死者は出なかった。[5]
- 2016年1月28日 - エスファハーンを出発し当空港に向かっていた、ザグロス航空（英語版）4010便（マクドネルダグラスMD-83型機、154人搭乗）が、降雪による視界不良のため当空港の滑走路を逸脱し滑走路から2200m離れた場所で停止した。機体は激しく損傷したが、死者は出なかった。[6][7]

### 紛争・戦争
- 2025年6月15日 - イスラエルが空港内で空中給油機を破壊したことを発表[8]。

## 交通
マシュハド都市鉄道の1号線の空港駅が設置されており市中心部との間を結んでいる。